# Pompeo Neri
Pompeo Neri (Castelfiorentino, 17 gennaio 1706 – Firenze, 15 settembre 1776) è stato un giurista e politico italiano, considerato uno dei principali artefici delle politiche riformiste degli Asburgo-Lorena, sovrani del Granducato di Toscana.

## Biografia
Figlio di Giovanni Bonaventura, professore di diritto e consigliere del Granduca di Toscana, studiò all'Università di Pisa e nel 1726, subito dopo la laurea, fu nominato lettore di diritto nell'ateneo pisano.
Considerato uno dei protagonisti delle politiche riformiste volute dai Lorena in campo economico, istituzionale e giuridico, Pompeo Neri ebbe numerosi incarichi pubblici. Fu nominato auditore dello Scrittoio delle Regie Possessioni dal Granduca Gian Gastone, ultimo sovrano appartenente alla famiglia Medici, incarico che Pompeo Neri svolse anche dopo l'arrivo in Toscana nel 1737 della dinastia Lorena.
Nel 1738 Neri insieme al senatore Giulio Rucellai, all'auditore fiscale Filippo Luci, al marchese Antonio Niccolini, fece parte della commissione creata per disciplinare la materia giuridica in tema di rilascio del porto d'armi e limitare gli abusi del passato. La deputazione divenne presto motivo di contrasto con l'Inquisizione di Firenze che fino ad allora aveva avuto piena facoltà in questa giurisdizione. Nel 1739 divenne segretario del Consiglio della Reggenza per gli affari di Finanza.
Nel 1745 Pompeo Neri venne incaricato da Francesco di Lorena di fare un progetto di "rifusione generale", visti i vari particolarismi vigenti in Toscana, di tutte le leggi dello Stato, in "un codice simile a quello della Savoia".

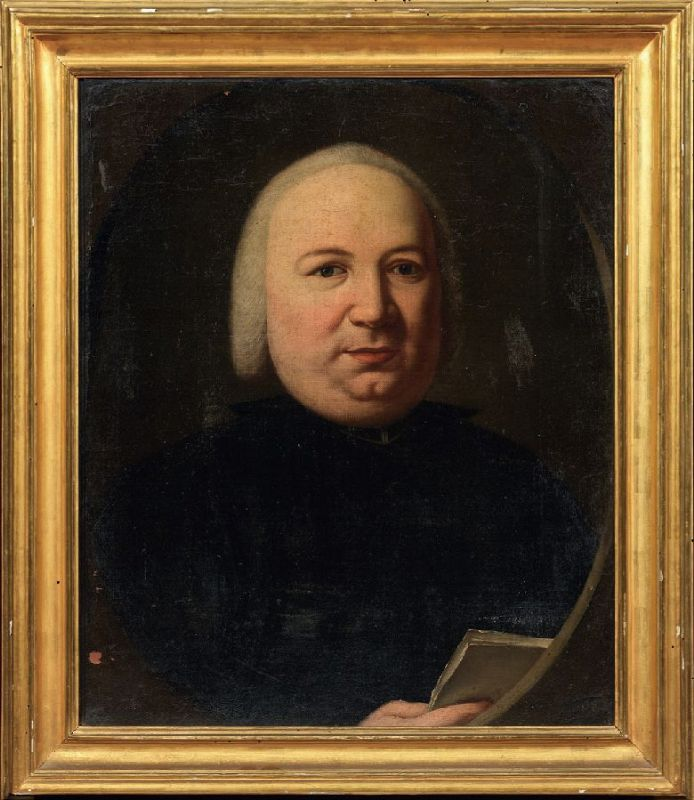
Ritratto di Pompeo Neri

Il Neri era di formazione romanista, la sua azione tende a lasciar inalterato il sistema delle fonti. L'incarico era una razionalizzazione delle fonti preesistenti, e non una codificazione.
La Toscana è circondata da territori dove vigeva il diritto comune giustinianeo, emerge così l'idea ancillare delle altre fonti rispetto al diritto romano. Secondo Neri il codice doveva dividersi in Giuspubblico e Giusprivato, sul modello delle Institutiones (personae, res, actiones). In breve tale riforma avrebbe dovuto lasciare inalterato il sistema delle fonti e il rapporto diritto statutario-diritto comune.
Neri ricorda anche che in questa regione vigeva anche il diritto canonico e il diritto statutario marittimo, ma andava comunque fatta attenzione alla giurisprudenza dei tribunali ed alle consuetudini. Nel 1748 questo progetto fu abbandonato.
Nel 1749 Pompeo Neri fu chiamato a Milano a svolgere, per conto di Maria Teresa, il compimento della riforma del catasto milanese. Presiedette la Giunta per il censimento e si adoperò ad abbattere abusi e privilegi di nobiltà e clero, opponendovi giustizia fiscale, razionalità amministrativa, punti d'appoggio per un nuovo catasto fondato su una più equa ripartizione dei carichi fiscali.
Terminata la lunga parentesi milanese, nel 1758 Neri fece ritorno a Firenze, e fu subito nominato consigliere della Reggenza per gli affari di Finanza. Nel 1763 una grave carestia, che durò qualche anno, colpì duramente la Toscana e il resto della penisola. Pompeo Neri per porvi rimedio indicò come soluzione la liberalizzazione del commercio del grano, proposta che fu accolta non senza incontrare una certa opposizione nell'aprile del 1764 con l'emanazione di un editto che ebbe tuttavia un valore temporaneo.
Nel 1765 con l'arrivo in Toscana del nuovo granduca Pietro Leopoldo, succeduto al padre solo dopo la morte di questi, le istituzioni governative toscane furono profondamente rivoluzionate. Il granduca eliminò l'istituto della Reggenza reputato ormai inutile e inefficace, e istituì nuovi dipartimenti o ministeri, affidando il dipartimento degli affari interni proprio a Pompeo Neri. L'anno successivo, insieme ad altri nove alti funzionari granducali, Neri diventò membro di una commissione che progettò un piano di bonifica della Maremma.

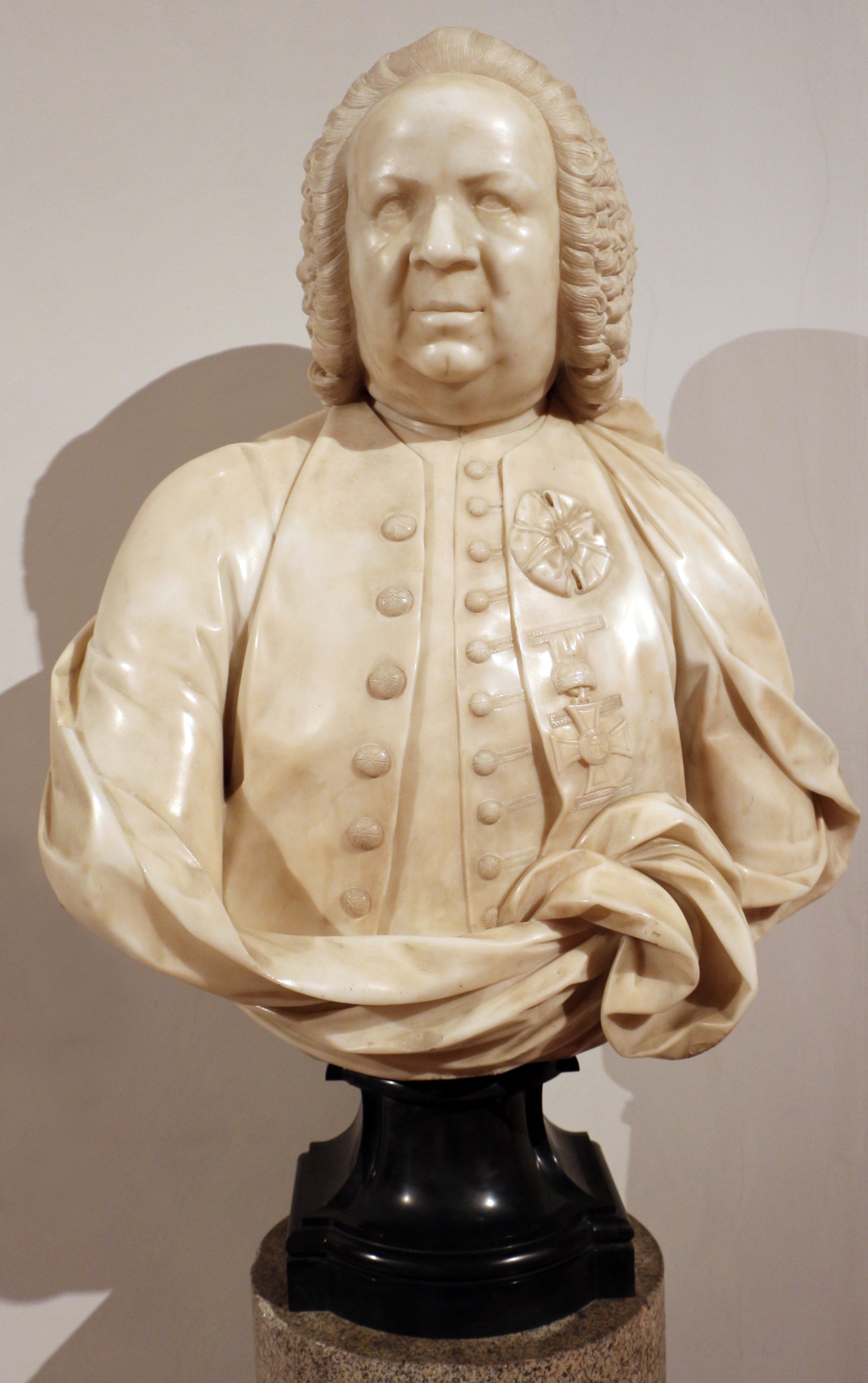
Busto di Pompeo Neri, eseguito nel 1772 da Giovanni Antonio Cybei. Ferrara, Collezione Privata Sgarbi Cavallini

Con le dimissioni del conte austriaco Francesco Orsini von Rosenberg avvenute nel 1770, all'epoca ministro degli esteri del Granducato di Toscana e principale consigliere di Pietro Leopoldo, Pompeo Neri fu nominato presidente del Consiglio di Stato, istituzione appena nata per volere del granduca.
Sotto questa importante veste, Neri colse l'occasione per ripartire con la campagna per la definitiva liberalizzazione del commercio del grano. Nonostante l'opposizione di molti, la tenacia del Neri riuscì a spuntarla qualche anno dopo: il 24 agosto del 1775 la liberalizzazione del commercio del grano fu stabilita in via definitiva da un decreto del granduca Pietro Leopoldo.
Nel 1771 arrivò l'ennesimo nuovo importante incarico pubblico: Pompeo Neri fu a capo della commissione che aveva come obiettivo la riforma della giustizia civile e criminale. Di questa deputazione fecero parte anche il senatore senese Tommaso Piccolomini, il fiorentino Stefano Querci, auditore della consulta, e l'eminente studioso fiorentino Giuseppe Bencivenni Pelli. Anche altre proposte che il Neri porto avanti videro un'effettiva attuazione in questi anni: l'abrogazione dell'asilo ecclesiastico e provvedimenti di limitazione della manomorta ecclesiastica, entrambe approvate nel 1769.
Il 14 settembre 1776, Pompeo Neri si spense nella sua città natale all'età di 70 anni. Da instancabile studioso e riformatore, stava lavorando a una raccolta definitiva delle leggi più importanti e più frequentemente richiamate nella prassi amministrativa, governativa e giudiziaria del Granducato di Toscana.

## Opere
- Discorso sopra lo stato antico e moderno della nobiltà di Toscana, Firenze 1748;
- Relazione dello stato, in cui si trova l'opera del censimento universale del ducato di Milano nel mese di maggio dell'anno 1750. G.R. Malatesta, Milano 1750;
- Osservazioni sopra il prezzo legale delle monete, Milano 1752;

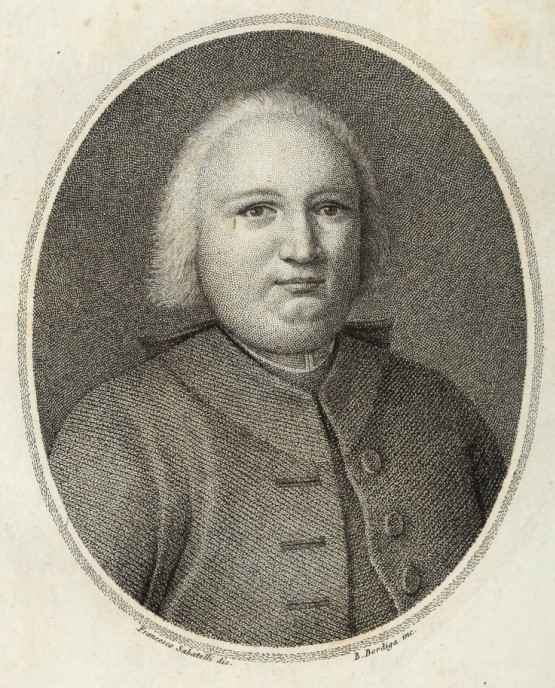
Francesco Sabatelli, Benedetto Bordiga, Ritratto di Pompeo Neri

- Francesco Sabatelli, Benedetto Bordiga, Ritratto di Pompeo Neri Sopra la materia frumentaria: discorso in De' provvedimenti annonarj di Giovanni Fabbroni, Firenze 1804.

## Curiosità
Un busto di Pompeo Neri, e uno del padre Giovanni Bonaventura Neri Badia, eseguiti da Giovanni Antonio Cybei, fanno parte della collezione privata di Vittorio Sgarbi. A lungo creduti ritratti di due fratelli della famiglia Masetti da Bagnano, sono recentemente stati ricondotti alla vera identità dei ritrattatati.